# Гвидо Сполетский
Гвидо Сполетский (Ги Сполетский; лат. Guido Spoletensis, итал. Guido di Spoleto; умер 12 декабря 894) — король Италии с 889 года, император Запада с 891 года, маркграф Камерино, герцог Сполето (под именем Гвидо III) из рода Гвидонидов. Младший сын герцога Сполето Ги (Гвидо) I и Аделаиды, дочери князя Беневенто Сико.

## Биография

### Правление
В 876 году император Карл II Лысый передал во владение Гвидо марку Камерино. В 882 году, после смерти своего племянника Гвидо II, он ввиду малолетства его сына унаследовал Сполето. Гвидо продолжил борьбу против папы, начатую Ламбертом II. Кроме того он отказался вернуть земли, захваченные братом, вступил в союз с Византией, получая оттуда деньги. В итоге, за разбойничьи нападения на Папскую область, император Карл III Толстый в 883 году предал Гвидо опале и объявил о конфискации его владений как у изменника. Исполнить это решение он поручил маркграфу Фриуля Беренгару I. Отсюда соперничество этих двух государей, повлёкшее за собой опустошение Италии.
Однако Беренгар ничего сделать не смог: поразившая его армию эпидемия заставила его отступить. Через два года Гвидо появился в Павии на королевской ассамблее, где поклялся в верностью императору, после чего все обвинения с него были сняты, а указ о конфискации был отменён. После примирения Ги с императором папа Стефан V в 885 году усыновил Ги и уступил ему Капую и Беневент.
В 887 году был низложен император Карл III. Произошел окончательный распад империи. Королём Италии был выбран Беренгар Фриульский. А Гвидо предложил свою кандидатуру на корону Франции. Его поддержал архиепископ Реймса Фульк. В феврале 888 года епископ Лангра короновал Гвидо. Но большинство французской знати поддержало кандидатуру Эда Парижского, который короновался 29 февраля 888 года. Поняв, что здесь он ничего не добьётся, Гвидо отрекся от французской короны и вернулся в Италию, решив попытать счастье здесь. В октябре 888 года он пересек границу Италии, но около Брешии был разбит армией Беренгара, после чего попросил перемирия.
Воспользовавшись перемирием, Гвидо собрал армию, с помощью которой смог разбить Беренгара. В результате в феврале 889 года в Павии Гвидо был выбран королём Италии, а затем коронован. Пользуясь поддержкой папы Стефана V он 21 февраля 891 года был коронован императором вместе с женой Агельтрудой, дочерью князя Беневенто Адельхиза. К этому времени (ещё в 888 или в 889 году) Гвидо передал власть над Сполетским герцогством и Камеринской маркой своему близкому родственнику Гвидо IV.
Став императором, Гвидо позаботился о том, чтобы усилить охрану границ. Для этого он основал два новых маркграфства. Маркграфом Иврейской марки он назначил Анскара I, родоначальника Иврейской династии, приехавшего в Италию вместе с Гвидо после неудачной попытки стать королём Франции. Другое маркграфство он образовал в 892 году на северо-восточной границе, его правителем он сделал своего дядю Конрада.
На ассамблее в Павии в мае 891 года Гвидо добился королевского титула для своего сына Ламберта (около 880 — 15 октября 898), которому тогда было около двенадцати лет. А 30 апреля 892 года новый папа Формоз короновал в Равенне Ламберта императорской короной. Но вскоре против Гвидо выступил король Германии Арнульф Каринтийский, призванный папой Формозом, который недоверчиво относился к усилению власти Гвидо. Арнульф послал в 893 году армию во главе со своим незаконным сыном Цвентибольдом, объединившимся с Беренгаром Фриульским. Армия осадила Павию, но вскоре Гвидо смог откупиться от Цвентибольда, в итоге бросившего Беренгара и вернувшегося в Германию.
Вскоре папа и Беренгар вновь обратились к Арнульфу, который в январе 894 года лично возглавил армию, отправившуюся в Италию. Гвидо заперся в Павии, а Арнульф устроил показательную бойню в Бергамо, разграбив город и повесив сохранившего верность Гвидо местного графа Амвросия. Услышав об этом, Гвидо бежал из Павии, а Арнульф провозгласил себя королём Италии. Против него выступила знать, включая обманутого Беренгара. Опасаясь, что у него не хватит сил на покорение Италии, Арнульф повернул обратно. После этого Гвидо стал собирать армию для противостояния Беренгару, но неожиданно умер 12 декабря 894 года.

### Брак и дети
Гвидо Сполетский был женат на Агельтруде, дочери князя Беневенто Адельхиза. Достоверно известно, что сыном Гвидо, родившимся в этом браке, был Ламберт Сполетский (ок. 875/880—898), король Италии и император Запада. Также некоторые историки считают Гвидо Сполетского отцом Гвидо IV (убит в 897 году), герцога Сполето и маркграфа Камерино с 888 или 889 года и князя Беневенто с 895 года. Однако существуют также мнения о ином происхождении Гвидо IV. В том числе, предполагается, что его отцом мог быть герцог Сполето Гвидо II.